# Решётка E8
Решётка Е8, или решётка Коркина — Золотарёва, — корневая решётка группы Е8. 
Она реализует в размерности 8:
- Максимально возможное контактное число;
- Плотнейшую упаковку шаров.

Обычно обозначается {\displaystyle E_{8}}, также как и группa Е8.

## История
Существование этой решётки было доказано Смитом в 1867 году.
Первое явное построение было дано Коркиным и Золотарёвым в 1873 году.

## Описание
Решётку Е8 можно реализовать как дискретную подгруппу {\displaystyle \mathbb {R} ^{8}} из векторов, обладающих следующим набором свойств:
- все координаты любой точки — либо целые числа, либо полуцелые числа (то есть целое число с половиной);
- сумма всех восьми координат представляет собой чётное целое число.

Иначе говоря,
{\displaystyle E_{8}=\left\{(x_{i})\in \mathbb {Z} ^{8}\cup (\mathbb {Z} +{\tfrac {1}{2}})^{8}:{\textstyle \sum _{i}}x_{i}\equiv 0\;({\mbox{mod }}2)\right\}.}
Нетрудно проверить, что сумма и разность любых двух векторов из E8 содержится в E8, отсюда E8 является подгруппой {\displaystyle \mathbb {R} ^{8}}.
Решётку Е8 можно также реализовать как множество всех точек в E'8 в {\displaystyle \mathbb {R} ^{8}} таких, что
- все координаты — целые числа с чётной суммой или
- все координаты — полуцелые с нечётной суммой.

Иначе говоря
{\displaystyle E_{8}'=\left\{(x_{i})\in \mathbb {Z} ^{8}\cup (\mathbb {Z} +{\tfrac {1}{2}})^{8}:{{\textstyle \sum _{i}}x_{i}}\equiv 2x_{1}\equiv 2x_{2}\equiv 2x_{3}\equiv 2x_{4}\equiv 2x_{5}\equiv 2x_{6}\equiv 2x_{7}\equiv 2x_{8}\;({\mbox{mod }}2)\right\}.}
или
{\displaystyle E_{8}'={\biggl \{}(x_{i})\in \mathbb {Z} ^{8}:{{\textstyle \sum _{i}}x_{i}}\equiv 0({\mbox{mod }}2){\biggr \}}\cup {\biggl \{}(x_{i})\in (\mathbb {Z} +{\tfrac {1}{2}})^{8}:{{\textstyle \sum _{i}}x_{i}}\equiv 1({\mbox{mod }}2){\biggr \}}.}
Решётки E8 и E'8 изоморфны, одну можно получить из другой, поменяв знак у одной из координат.

## Свойства

### Характеризация
Решётку E8 можно охарактеризовать как единственную решётку в {\displaystyle \mathbb {R} ^{8}}, удовлетворяющую следующим свойствам:
- Это унимодулярная решётка, то есть
  - из её базиса можно составить матрицу {\displaystyle 8\times 8} с определителем ±1.
  - Иначе говоря, объём фундаментальной области этой решётки равен 1.
  - Эквивалентно, E8 является самодвойственной, то есть она совпадает со своей обратной решёткой.
- Эта решётка чётная, то есть норма любого её вектора — чётное целое число.

Чётные унимодулярные решётки существуют только в размерностях, кратных 8. В размерности 16 таких решёток две: E8 ⊕ E8 и D16+ (последняя строится аналогично E8 в размерности 16). В размерности 24 существует 24 такие решётки, наиболее важной из них является решётка Лича.

### Базис
Один из возможных базисов для E8 задаётся столбцами следующей верхнетреугольной матрицы
{\displaystyle \left[{\begin{smallmatrix}2&-1&0&0&0&0&0&1/2\\0&1&-1&0&0&0&0&1/2\\0&0&1&-1&0&0&0&1/2\\0&0&0&1&-1&0&0&1/2\\0&0&0&0&1&-1&0&1/2\\0&0&0&0&0&1&-1&1/2\\0&0&0&0&0&0&1&1/2\\0&0&0&0&0&0&0&1/2\end{smallmatrix}}\right].}
То есть E8 состоит из всех целых линейных комбинаций столбцов.
Все другие базисы получаются из одного умножением справа на матрицу из GL(8,Z).

### Минимальная норма
Кратчайший ненулевой вектор E8 имеет норму 2, всего решётка содержит 240 таких векторов.
Эти вектора образуют корневую систему группы Е8.
То есть решётка E8 является корневой решёткой Е8.
Любой выбор из 8 простых корней дает базис E8.

### Фундаментальная область
Областями Вороного решётки E8 являются 5 21 соты.

### Группа симметрий
Группы симметрий решётки в Rn определяется как подгруппа ортогональной группы O(n), которая сохраняет решётку.
Группа симметрий решётки Е8 порожденная отражениями в гиперплоскостях, ортогональных 240 корням решётки.
Её порядок равен
{\displaystyle |W(\mathrm {E} _{8})|=696729600=4!\cdot 6!\cdot 8!.}
Эта группа содержит подгруппу порядка 128·8!, состоящую из всех перестановок координат и чётного числа смен знаков. Полная группа симметрий порождается этой подгруппой и блочно-диагональной матрицей H4⊕H4 где H4 — матрица Адамара

{\displaystyle H_{4}={\tfrac {1}{2}}\left[{\begin{smallmatrix}1&1&1&1\\1&-1&1&-1\\1&1&-1&-1\\1&-1&-1&1\\\end{smallmatrix}}\right].}

### Упаковка шаров
В задаче упаковки шаров спрашивается, как наиболее плотным способом упаковать шары фиксированного радиуса в пространство без наложений.
В R8 размещение шаров радиуса {\displaystyle 1/{\sqrt {2}}} в точках решётки Е8 даёт упаковку максимальной плотности, равной
{\displaystyle {\frac {\pi ^{4}}{2^{4}4!}}\cong 0.25367.}
То, что эта плотность максимальна для решётчатых упаковок, было известно давно. Кроме того, было известно, что такая решётка единственна с точностью до подобия. Марина Вязовская недавно доказала, что эта упаковка является оптимальной даже среди всех упаковок.
Решение задачи упаковки шаров известно только в размерностях 1, 2, 3, 8, и 24.
Тот факт, что решения известны в размерностях 8 и 24, связан с особыми свойствами решётки Е8 и её 24-мерного аналога решётки Лича.

### Контактное число
В задаче о контактном числе спрашивается, какое максимальное число шаров фиксированного радиуса может коснуться в центрального шара того же радиуса. В размерности 8 ответ — 240; такую конфигурацию можно получить, если разместить шары в точках решётки Е8 с минимальной нормой. Это было доказано в 1979 году.
Решение задачи о контактном числе известно только в размерностях 1, 2, 3, 4, 8, и 24.
Тот факт, что решения известны в размерностях 8 и 24, также связан с особыми свойствами решётки Е8 и её 24-мерного аналога решётки Лича.

### Тэта-функция
Тэта-функция решётки Λ определяется как сумма
{\displaystyle \Theta _{\Lambda }(\tau )=\sum _{x\in \Lambda }e^{i\pi \tau \|x\|^{2}}\qquad \mathrm {Im} \,\tau >0.}
Она является голоморфной функцией на верхней полуплоскости.
Кроме того, тэта-функция чётной унимодулярной решётки ранга n является модульной формой веса n/2.
С точностью до нормализации, есть единственная модульная форма веса 4: это ряд Эйзенштейна G4(τ).
То есть тэта-функция решётки E8 должна быть пропорциональна G4(τ).
Это даёт
{\displaystyle \Theta _{E_{8}}(\tau )=1+240\sum _{n=1}^{\infty }\sigma _{3}(n)q^{2n}}
где σ3(n) является функцией делителей и {\displaystyle q=e^{i\pi \tau }}.
Отсюда следует, что число векторов нормы 2n в решётке Е8 равно {\displaystyle 240\cdot }(сумма кубов делителей n).
Это последовательность A004009 в OEIS:
{\displaystyle \Theta _{E_{8}}(\tau )=1+240\,q^{2}+2160\,q^{4}+6720\,q^{6}+17520\,q^{8}+30240\,q^{10}+60480\,q^{12}+O(q^{14}).}
Тета-функция решётки Е8 может быть записана в терминах тета-функций Якоби следующим образом:
{\displaystyle \Theta _{E_{8}}(\tau )={\frac {1}{2}}\left(\theta _{2}(q)^{8}+\theta _{3}(q)^{8}+\theta _{4}(q)^{8}\right)}
где
{\displaystyle \theta _{2}(q)=\sum _{n=-\infty }^{\infty }q^{(n+{\frac {1}{2}})^{2}}\qquad \theta _{3}(q)=\sum _{n=-\infty }^{\infty }q^{n^{2}}\qquad \theta _{4}(q)=\sum _{n=-\infty }^{\infty }(-1)^{n}q^{n^{2}}.}

### Код Хэмминга
Код Хэмминга H(8,4) — это двоичный код длины 8 и 4-го ранга; то есть, это 4-мерное подпространство векторного пространства конечной (F2)8. Написание элементов (F2)8 в качестве 8-разрядных целых чисел в шестнадцатеричный код H(8,4) может быть явно записано как
{00, 0F, 33, 3C, 55, 5A, 66, 69, 96, 99, A5, AA, C3, CC, F0, FF}.
Код H(8,4) является самодвойственным кодом типа II.
Он имеет минимальный вес Хэмминга 4; это означает, что любые два кодовые слова отличаются по крайней мере на 4 бита.
Для двоичных кодов 4-го ранга длины 8 это является максимумом.
По двоичному коду C длины n можно построить решётку Λ, взяв множество всех векторов {\displaystyle x\in \mathbb {Z} ^{n}} таких, что {\displaystyle x} совпадает (по модулю 2) с кодовым словами из C часто удобно масштабировать Λ с коэффициентом 1/√2,
{\displaystyle \Lambda ={\tfrac {1}{\sqrt {2}}}\left\{x\in \mathbb {Z} ^{n}:x\,{\bmod {\,}}2\in C\right\}.}
Применение данной конструкции к самодвойственному коду типа II даёт чётную, унимодулярную решётку.
В частности, для кода Хемминга H(8,4) получаем решётку Е8.
Задача отыскания явного изоморфизма между полученной решёткой и решёткой E8 определённой выше не вполне тривиальна.

### Целые октонионы
Решётка Е8 используется при определении целых октонионов аналогично целым кватернионам.
Целые октонионы, естественно, образуют решётку в O.
Эта решётка подобна решётке Е8 с коэффициентом {\displaystyle 1/{\sqrt {2}}}.
(Минимальная норма в целых октонионах равна 1, а не 2).
Целые октонионы образуют неассоциативное кольцо.

## Приложения
- В 1982 году Фридман построил топологическое четырёхмерное многообразие, называемое Е8-многообразие, чья форма пересечений задаётся решёткой Е8. Это многообразие представляет собой пример топологического многообразия, которое не допускает гладкую структуру и даже не триангулируемо.
- В теории струн гетеротическая струна — это своеобразный гибрид 26-мерных бозонных струн и 10-мерных суперструн. Для того, чтобы теория работала правильно, 16 лишних размерностей должны быть компактифицированы чётной унимодулярной решёткой ранга 16. Есть две такие решётки: E8⊕E8 и D16+ (построен аналогично E8). Это приводит к двум версиям гетеротических струн, известным как E8×E8 и SO(32).